# Kevin Tancharoen
Kevin Harwick Tancharoen, född 23 april 1984 i Los Angeles i Kalifornien, är en amerikansk regissör, producent, manusförfattare, dansare och koreograf. Han började sin karriär som bakgrundsdansare och koreograf, och arbetade då bland annat med Madonna, Britney Spears (inklusive The Onyx Hotel Tour) och 'NSYNC. Han var senare med och skapade MTV-realityserien DanceLife, som spelades in mellan åren 2006 och 2007. År 2009 regisserade han nyinspelningen av filmen Fame från 1980, vilket blev hans första stora långfilmsdebut som regissör. År 2011 var han regissör och producent på webbserien Mortal Kombat: Legacy, samt att han även regisserade dokumentärfilmen Glee: The 3D Concert Movie, som är baserad på TV-serien Glee.
Tancharoen är yngre bror till manusförfattaren och producenten Maurissa Tancharoen, samt svåger till manusförfattaren och musikern Jed Whedon (halvbror till filmskaparen Joss Whedon). Han gifte sig med Ashley Edner (syster till skådespelaren, sångaren och dansaren Bobby Edner) den 12 februari 2022, efter att de tidigare hade förlovat sig i september 2020. Paret började förövrigt att dejta varandra i maj 2019.

## Filmografi (i urval)

### Film
- 2004 – You Got Served
- 2009 – Fame
- 2011 – Glee: The 3D Concert Movie

### TV
- 2006 – DanceLife (TV-serie)
- 2011–2013 – Mortal Kombat: Legacy (TV-serie)
- 2014–2020 – Agents of S.H.I.E.L.D. (TV-serie)
- 2015–2018 – The Flash (TV-serie)
- 2015 – Supergirl (TV-serie)
- 2016 – 12 Monkeys (TV-serie)
- 2016–2018 – Arrow (TV-serie)
- 2016 – 2017 (TV-serie)
- 2017 – Midnight, Texas (TV-serie)
- 2017 – Prison Break (TV-serie)
- 2017 – Iron Fist (TV-serie)
- 2017–2018 – Star (TV-serie)
- 2017 – Inhumans (TV-serie)
- 2018 – Deception (TV-serie)
- 2019 – Warrior (TV-serie)
- 2019 – Titans (TV-serie)
- 2019 – A Million Little Things (TV-serie)
- 2020 – Tell Me a Story (TV-serie)
- 2020 – Helstrom (TV-serie)
- 2022 – The Book of Boba Fett (TV-serie)[5]
- 2024 – The Brothers Sun (TV-serie)
- 2024 – Teacup (TV-serie)[6]